# -sfera
La terminación -sfera, en idioma español, y con ligeras derivaciones en otras lenguas, deriva del griego -σφαῖρα, sphaîra, que significa «pelota (para jugar)». Se usa como sufijo en varios grupos de palabra, en especial a las relacionadas con las distintas capas que rodean o forman la Tierra o las estrellas (entre ellas el Sol).
En el español de América, por analogía con atmósfera, se prefiere la acentuación esdrújula en todas las palabras que la contienen: biósfera, estratósfera, hidrósfera, etc. En el español de España, por el contrario, todas las palabras formadas con este elemento compositivo, salvo atmósfera, son llanas: biosfera, estratosfera, hidrosfera, etc.

Capas de la atmósfera
Capas de la atmósfera
Subducción entre placas litosféricas

## Palabras que hacen uso del sufijo -sfera
| Palabra                 | Etimología                                                      | Descripción | Cuerpo        | Zona          |
| ----------------------- | --------------------------------------------------------------- | --- | ------------- | ------------- |
| Cromosfera              | literalmente, "esfera de color"                                 | 2200-5000 km de espesor. | Estrellas     | Estrellas     |
| Fotosfera               |                                                                 | La fotosfera de una estrella es la superficie luminosa que delimita dicho objeto. Clásicamente se habla de la fotosfera del Sol y de las estrellas. En el caso del Sol la temperatura fotosférica es de unos 5800 kelvin. Es una capa de plasma de aproximadamente 300 km de espesor, que emite la luz y el calor que recibimos. En el caso de otras estrellas la temperatura fotosférica o superficial puede ser diferente y, como consecuencia, la luz emitida suele ser de otro color. Las estrellas más frías son más rojizas y las estrellas más calientes son azuladas. | Estrellas     | Estrellas     |
| Magnetosfera            |                                                                 | Región alrededor de un planeta en la que el campo magnético de este desvía la mayor parte del viento solar formando un escudo protector contra las partículas cargadas de alta energía procedentes del Sol. Todos los planetas con campo magnético —Mercurio, Júpiter, Saturno, Urano y Neptuno— poseen una magnetosfera propia. Ganímedes, satélite de Júpiter, tiene un campo magnético pero es demasiado débil para atrapar el plasma del viento solar. Marte tiene una muy débil magnetización superficial sin magnetosfera exterior. Las partículas de viento solar que son retenidas forman los cinturones de Van Allen. En los polos magnéticos, las zonas en las que las líneas del campo magnético penetran en su interior, parte de las partículas cargadas son conducidas sobre la alta atmósfera produciendo las auroras boreales o australes. Tales fenómenos aurorales han sido observados en la Tierra, Júpiter y Saturno. | Planetas      | Planetas      |
| Ergosfera               | ergon + sfaíra (esfera de trabajo)                              | Región exterior y cercana al horizonte de sucesos de un agujero negro en rotación en la que teóricamente es posible extraer energía y masa. | Agujero negro | Agujero negro |
| Atmósfera               | ἀτμός + σφαῖρα (vapor, aire+agua)                               | Es la capa de gas que rodea a un cuerpo celeste. Los gases son atraídos por la gravedad del cuerpo, y se mantienen en ella si la gravedad es suficiente y la temperatura de la atmósfera es baja. Algunos planetas están formados principalmente por gases, por lo que tienen atmósferas muy profundas. | Atmósfera     | Tierra        |
| Exosfera                |                                                                 | Capa de la atmósfera terrestre en la que los gases poco a poco se dispersan hasta que la composición es similar a la del espacio exterior. Es la región atmosférica más distante de la superficie terrestre. En esta capa la temperatura no varía y el aire pierde sus cualidades físico–químicas. Su límite inferior se localiza a una altitud generalmente de entre 600 y 700 km y el límite con el espacio llega a los 10.000 km por lo que la exosfera está contenida en la magnetosfera (500-60.000 km), que representa el campo magnético de la Tierra. En esa región, hay un alto contenido de polvo cósmico que cae sobre la Tierra y que hace aumentar su peso en unas 20.000 toneladas. Es la zona de tránsito entre la atmósfera terrestre y el espacio interplanetario y en ella se pueden encontrar satélites meteorológicos de órbita polar. | Atmósfera     | Tierra        |
| Termosfera              |                                                                 | | Atmósfera     | Tierra        |
| Ionosfera               |                                                                 | Parte de la atmósfera terrestre ionizada permanentemente debido a la fotoionización que provoca la radiación solar. Se sitúa entre la mesosfera y la exosfera, y en promedio se extiende aproximadamente entre los 80 km y los 500 km de altitud. Algunos autores consideran que la alta ionosfera constituye el límite inferior de la magnetosfera, solapándose ligeramente ambas capas (entre los 500 y 600-800 km). La ionosfera también se conoce como termosfera por las elevadas temperaturas que se alcanzan en ella debido a que los gases están en general ionizados. Si el sol está activo, las temperaturas en la termosfera pueden llegar a 1.500 °C. | Atmósfera     | Tierra        |
| Mesosfera               |                                                                 | Parte de la atmósfera situada por encima de la estratosfera y por debajo de la termosfera. En la mesosfera la temperatura va disminuyendo a medida que se aumenta la altura, hasta llegar a unos −80 °C a los 50 millas aproximadamente. Se extiende desde la estratopausa (zona de contacto entre la estratosfera y la mesosfera) hasta una altura de unos 80 km donde la temperatura vuelve a descender hasta unos −70 °C u −80 °C. La mesosfera, que se extiende entre los 50 y 80 km de altura, contiene solo cerca del 0,1% de la masa total del aire. Es importante por la ionización y las reacciones químicas que ocurren en ella. La mesosfera es la región donde las naves espaciales que vuelven a la Tierra empiezan a notar la estructura de los vientos de fondo, y no solo el freno aerodinámico. También en esta capa se observan las estrellas fugaces que son meteoroides que se han desintegrado en la termosfera. | Atmósfera     | Tierra        |
| Estratosfera            |                                                                 | Una de las capas más importantes de la atmósfera, esta se sitúa entre la troposfera y la mesosfera, y se extiende en una capa que va desde los 10 hasta los 50 km de altura aproximadamente. La temperatura aumenta progresivamente desde los −55 °C de la tropopausa hasta alcanzar los 0 °C de la estratopausa, aunque según algunos autores puede alcanzar incluso los 17 °C o más. 2 Es decir, en esta capa la temperatura aumenta con la altitud, al contrario de lo que ocurre en las capas superior e inferior. Esto es debido principalmente a la absorción de las moléculas de ozono que absorben radiación electromagnética en la región del ultravioleta. | Atmósfera     | Tierra        |
| Troposfera              | τροπή + σφαιρα (tropé +esfera)                                  | Capa que va desde el suelo hasta una altura media de 15 km puesto de su espesor no es constante. Tiene alrededor de 18 km de espesor en el ecuador terrestre y solo 6 km en los polos, y en ella ocurren todos los fenómenos meteorológicos que influyen en los seres vivos, como los vientos, la lluvia y las nieves. Además, concentra la mayor parte del oxígeno y del vapor de agua. En particular este último actúa como un regulador térmico del planeta; sin las diferencias térmicas entre el día y la noche serían tan grandes que no podríamos sobrevivir. Es de vital importancia para los seres vivos. La troposfera es la capa más delgada del conjunto de las capas de la atmósfera. | Atmósfera     | Tierra        |
| Homosfera               |                                                                 | Capa inferior de la atmósfera terrestre clasificada según su composición. Se extiende hasta los 100 km de altura aproximadamente y se caracteriza por mantenerse constante la concentración de la mayoría de los gases constituyentes allí presentes debido a fenómenos de mezcla convectiva y turbulenta. Las excepciones a éstos son el vapor de agua y el ozono. | Atmósfera     | Tierra        |
| Biosfera                |                                                                 | Sistema formado por el conjunto de los seres vivos propios del planeta Tierra, junto con el medio físico que les rodea y que ellos contribuyen a conformar. Este significado de «envoltura viva» de la Tierra, es el de uso más extendido, pero también se habla de biosfera, en ocasiones, para referirse al espacio dentro del cual se desarrolla la vida. La biosfera está distribuida cerca de la superficie de la Tierra, formando parte de la litosfera, hidrosfera y atmósfera. La biosfera es el ecosistema global. Al mismo concepto nos referimos con otros términos, que pueden considerarse sinónimos, como ecosfera o biogeosfera. Es una creación colectiva de una variedad de organismos y especies que interactuando entre sí, forman la diversidad de los ecosistemas. Tiene propiedades que permiten hablar de ella como un gran ser vivo, con capacidad para controlar, dentro de unos límites, su propio estado y evolución. |               | Tierra        |
| Pedosfera               | πέδον + σφαίρα (pédon + sfaíra) Esfera de suelo o tierra        | Capa más exterior de la Tierra, compuesta de suelo y está sujeta a los procesos de formación del suelo. Actúa como integrador de la litosfera, atmósfera, hidrosfera y biosfera. |               | Tierra        |
| Hidrosfera              | υδρός + σφαιρα (hydros + sphaira) Esfera de agua                | Sistema material constituido por el agua que se encuentra bajo y sobre la superficie de la Tierra. La hidrosfera incluye los océanos, mares, ríos, lagos, agua subterránea, el hielo y la nieve. La Tierra es el único planeta en nuestro Sistema Solar en el que está presente de manera continuada el agua líquida, que cubre aproximadamente dos terceras partes de la superficie terrestre, con una profundidad promedio de 3,5 km, lo que representa el 97 % del total de agua del planeta. El agua dulce representa 3 % del total y de esta cantidad aproximadamente 98 % está congelada, de allí que tengamos acceso únicamente a 0,06 % de toda el agua del planeta. El agua migra de unos depósitos a otros por procesos de cambio de estado y de transporte que en conjunto configuran el ciclo hidrológico o ciclo del agua. |               | Tierra        |
| Criósfera               | κρύος + σφαῖρα (cryos + sfaíra) frío, escarcha o hielo + esfera | Describe las partes de la superficie de la Tierra donde el agua se encuentra en estado sólido, que incluye el hielo del mar, el hielo del lago, el hielo del río, los glaciares y las capas de hielo y terreno congelado (que incluye el permafrost). Por lo tanto hay una amplia superposición con la hidrosfera. |               | Tierra        |
| Geosfera                |                                                                 | Es la parte del planeta Tierra formada por material rocoso (sólido o fluido), sin tener en cuenta la hidrósfera ni la atmósfera. La Tierra tiene una corteza externa de silicatos solidificados, un manto viscoso, y un núcleo con otras dos capas, una externa semisólida, mucho más fluida que el manto y una interna sólida. Muchas de las rocas que hoy forman parte de la corteza se formaron hace menos de 100 millones de años. Sin embargo, las formaciones minerales más antiguas conocidas tienen 4.400 millones de años, lo que indica que, al menos, el planeta ha tenido una corteza sólida desde entonces. | Geosfera      | Tierra        |
| Litosfera               | λίθος + σφαίρα (litos +sphaíra) Esfera de piedra                | Capa superficial de la Tierra sólida, caracterizada por su rigidez. Está formada por la corteza terrestre y por la del manto superior, la más externa, del manto residual, y «flota» sobre la astenosfera, una capa «blanda» que forma parte del manto superior. Es la zona donde se produce, en interacción con la astenosfera, la tectónica de placas. La litosfera está fragmentada en una serie de placas tectónicas o litosféricas, en cuyos bordes se concentran los fenómenos geológicos endógenos, como el magmatismo (incluido el vulcanismo), la sismicidad o la orogénesis. Las placas pueden ser oceánicas o mixtas, cubiertas en parte por corteza de tipo continental. | Geosfera      | Tierra        |
| Astenosfera             | ἀσθενός + σφαῖρα () esfera sin fuerza                           | Zona superior del manto terrestre que está inmediatamente debajo de la litosfera, aproximadamente entre 250 y 660 kilómetros de profundidad. La astenosfera está compuesta por materiales silicatados dúctiles, en estado sólido y semifundidos parcial o totalmente (según su profundidad y/o proximidad a bolsas de magma), que permiten la deriva continental y la isostasia. | Geosfera      | Tierra        |
| Endosfera               |                                                                 | Es un nombre alternativo para el núcleo de la Tierra usado, rara vez, cuando se distinguen las zonas interiores del planeta por sus propiedades mecánicas más que por su composición. Tiene dos partes: la endosfera externa, que se halla situada entre los 2.900 y los 5.155 km de profundidad. Se encuentra en estado líquido, ya que las relaciones de presión y temperatura que se dan en esa región determinan que las distintas aleaciones de metales se hallen completamente fundidas; y la endosfera interna, que se halla situada desde los 5.155 km hasta el centro de la Tierra. Aunque está constituida por las mismas aleaciones que la endosfera externa y aún soportando temperaturas y presiones superiores, la endosfera interna se encuentra en estado sólido. Esto se explica, por el factor de presión. El punto de fusión de los metales se incrementa muy rápidamente al aumentar la presión, de manera que, aunque la temperatura de la endosfera interna es más grande que la de la endosfera externa, el punto de fusión de la aleación aumenta por encima de la temperatura de la endosfera interna y, en consecuencia, los metales no se funden. | Geosfera      | Tierra        |
| Noosfera                | (noos, inteligencia, y esfera)                                  | Es el conjunto de seres vivos dotados de inteligencia según Vladimir Ivanovich Vernadsky. El diccionario de la Real Academia Española la define como el «conjunto de los seres inteligentes con el medio en que viven». |               |               |
| Oosfera                 |                                                                 | La oósfera es el gameto femenino de las espermatofitas (angiospermas y gimnospermas). Se halla en el saco embrionario, dentro del óvulo y rodeada, típicamente, por dos células adyacentes llamadas sinérgidas. La oósfera procede de una espora, denominada megaspora, a través de un proceso denominado megagametogénesis que consiste básicamente en divisiones mitóticas. Su núcleo en general es haploide, o sea, posee la mitad de los cromosomas que la planta que le dio origen. La oósfera se fusiona con uno de los núcleos generativos del grano de polen durante la doble fecundación y origina el embrión. |               |               |
| Angloesfera             |                                                                 | Conjunto de países de habla inglesa (anglofonía), antiguas colonias británicas, que comparten rasgos comunes en cuanto a población, usos legales, sistema económico e intereses geopolíticos. |               |               |
| Barysfera o centrosfera | barus, pesado                                                   | |               |               |
| Pirosfera               |                                                                 | |               |               |
| Unisphere               | Unisferio o Uniesfera                                           | Estructura esférica de 42 metros de altura, fabricada en acero inoxidable y que representa la Tierra, situada en el Parque Flushing Meadows-Corona, en la ciudad de Nueva York (borough de Queens). |               |               |